# 环境地质学
环境地质学是环境科学的一个分支，研究人类和地理环境之间的关系，尤其侧重于研究人类活动对地理环境的影响。
环境地质学研究包括：
- 由于人类活动引起的环境地质问题，如化学污染引起的环境地质问题；工程和资源开发引起的环境地质问题；城市化引起的环境地质问题；环境污染物在土壤中的迁移、转化、分布规律。
- 由于自然地质变化引起的环境问题，如地质灾害：火山爆发、地震、山崩、泥石流、雪崩引发环境问题；由于地壳元素分布不均引起的环境病，如氟骨病、碘缺乏性甲状腺肿、克山病等。

环境地质学的研究要运用地球化学和矿物学的方法，运用地理学和地质学的方法。要综合多种学科的基本研究方法，但侧重于与人类的关系，不是单纯将地理环境作为研究对象。